# Кузнецов, Николай Владимирович (учёный)
Николай Владимирович Кузнецов (род. 1979, Ленинград, СССР) — российский учёный, специалист в области теории управления и нелинейной динамики. Член-корреспондент РАН, профессор, доктор физико-математических наук, Ph.D, лауреат Государственной премии РФ. Заведующий кафедрой прикладной кибернетики Санкт-Петербургского государственного университета, заведующий Лабораторией информационно-управляющих систем Института проблем машиноведения РАН, член Президиума СПбО РАН.

## Биография
Родился в 1979 году в Ленинграде в семье потомственных учёных-преподавателей, получил имя в честь прадеда. В 1996 году окончил Физико-математический лицей № 239.
В 2001 году с отличием окончил Санкт-Петербургский государственный университет и поступил в аспирантуру (Математико-механический факультет, кафедра теоретической кибернетики, возглавляемая В. А. Якубовичем), в 2004 году защитил кандидатскую диссертацию на тему «Устойчивость дискретных систем» (научный руководитель Г. А. Леонов) в СПбГУ.
В 2004—2006 годах получил второе высшее образование по менеджменту в БГТУ «Военмех». В 2006 году поступил в докторантуру СПбГУ и в рамках совместной российско-финской научно-образовательной программы в 2008 г. защитил диссертацию «Stability and oscillations of dynamical systems: theory and applications» на степень Doctor of Philosophy в Университете Йювяскюля (Финляндия).
В 2016 году защитил докторскую диссертацию на тему «Аналитико-численные методы исследования скрытых колебаний» в СПбГУ.
С 2001 года работает в Санкт-Петербургском государственном университете. С 2018 года профессор, заведующий кафедрой прикладной кибернетики СПбГУ. В 2020 году стал лауреатом общенациональной премии «Профессор года» в области физико-математических наук, а в 2023 году стал победителем всероссийского конкурса «Золотые имена Высшей школы».
Соруководитель совместных научно-образовательных программ математико-механического факультета СПбГУ с факультетом информационных технологий Университета Йювяскюля и Школой инженерных наук Технологического университета Лаппеэнранта (Финляндия), организованных при поддержке программы стипендий Президента РФ для обучения за рубежом и академических фондов Финляндии в 2008-2022 годы. Стал приглашённым профессором Университета Йювяскюля и Технологического университета Лаппеэнранта, а в 2020 году избран иностранным членом Финской академии наук и литературы.
С 2018 г. заведует Лабораторией информационно-управляющих систем Института проблем машиноведения РАН.
C 2022 года главный научный сотрудник Лаборатории «Интеллектуальных систем управления», НТК ММиИСУ, Научный Центр мирового уровня СПбПУ.

## Научная деятельность

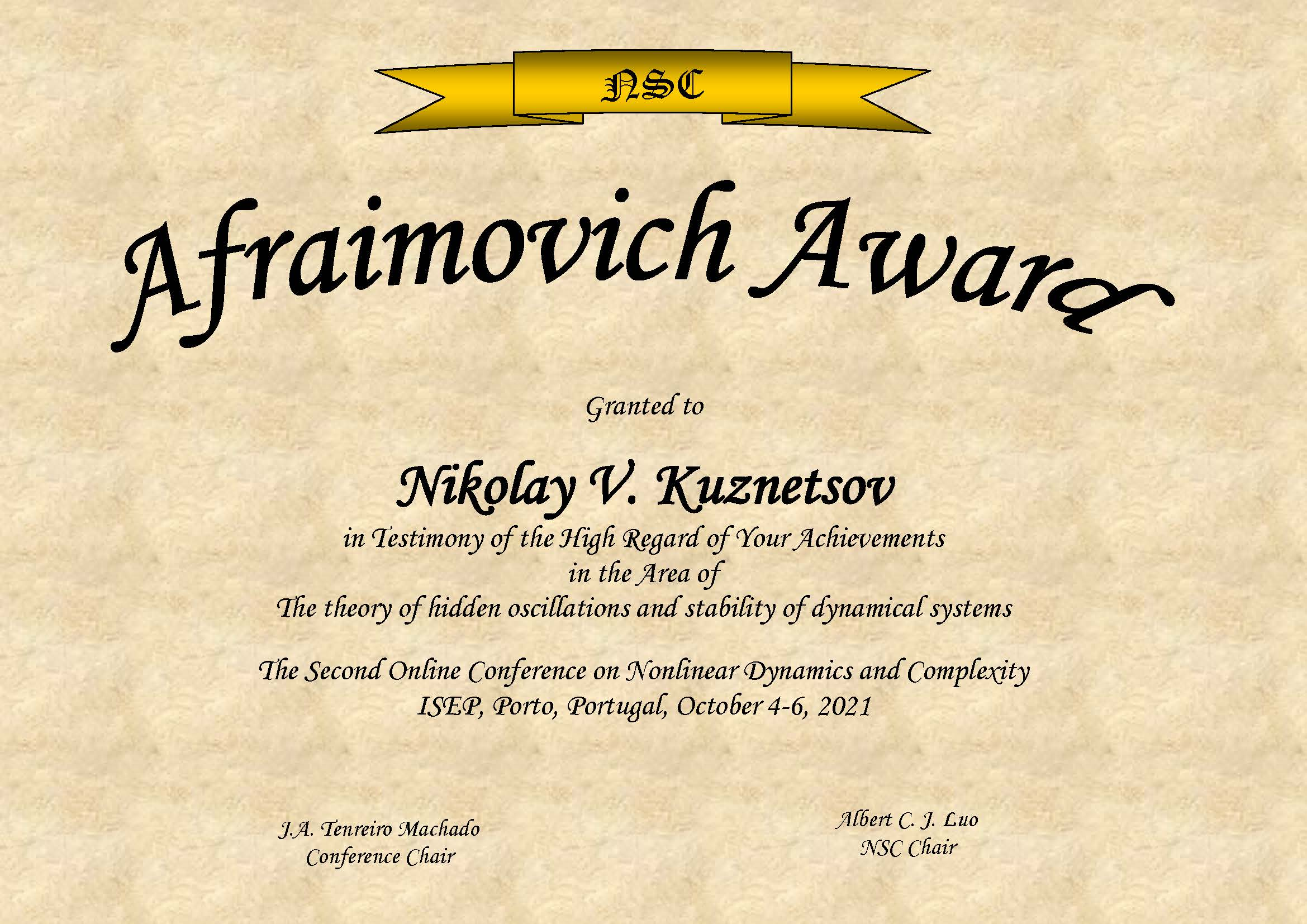
Международная премия В. Афраймовича в 2021 г. присуждена Н. Кузнецову за Теория скрытых колебаний и устойчивости динамических систем.

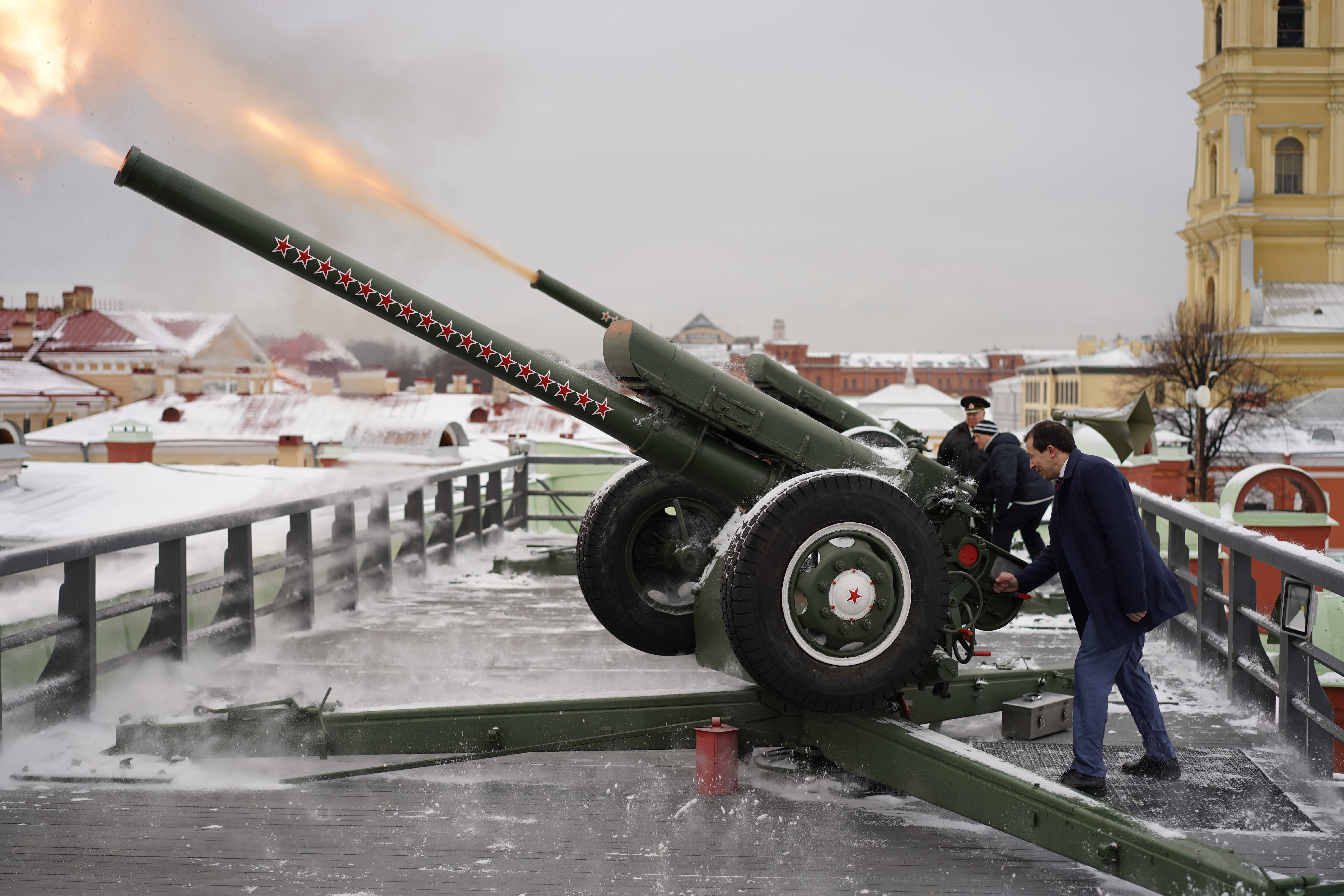
Полуденный выстрел со стены Петропавловской крепости из двух орудий в честь присвоения статуса Ведущей научной школы РФ и дня рождения СПбГУ (проф. Н.В. Кузнецов — ближнее орудие). 8 февраля 2020 года

Научные работы связаны c анализом нелинейных систем управления, систем управления фазовой синхронизацией, развитием теории скрытых колебаний, аналитико-численными методами исследования регулярной и хаотической динамики. Среди научных результатов: развитие концепций скрытых аттракторов, тривиальных и скрытых границ глобальной устойчивости и создание теории скрытых колебаний; эффективные методы построения контрпримеров со скрытыми колебаниями к проблеме Р. Калмана об абсолютной устойчивости нелинейных систем управления и к гипотезе Л. Чуа о самовозбуждении аттракторов в цепи Чуа; обоснование процедуры нестационарной линеаризации и построение контрпримеров перроновского типа; доказательство гипотезы А. Идена о ляпуновской размерности глобального аттрактора для ряда известных динамических систем; решение проблемы У. Игана о полосе захвата и проблемы Ф. Гарднера о полосе быстрого захвата для систем управления фазовой синхронизацией; анализ возникновения колебаний в замкнутой нелинейной динамической модели Саяно-Шушенской ГЭС; выявление скрытых колебаний в электромеханических системах с эффектом Зоммерфельда; строгий анализ устойчивости и скрытых колебаний в задаче М. В. Келдыша о нелинейном анализе моделей подавления флаттера.
Автор и соавтор более 300 публикаций (из них более 250 в изданиях, индексируемых Scopus), в том числе 13 докладов на Конгрессах Международной федерации по автоматическому управлению (IFAC World Congress), 17 статей в Докладах Академии Наук, 5 монографий и 10 свидетельств об интеллектуальной собственности.
В 2016 и 2017 годах назван одним из двух самых высокоцитируемых российских учёных (Russian Highly Cited Researchers) в области прикладной математики. В 2019 году включён в глобальный список высокоцитируемых учёных, где стал одним из 4 российских учёных с основным местом работы в РФ, в области междисциплинарных исследований по данным Web of Science Group, также включён в мировой список Highly Cited Researchers в 2020 и 2021 годах (1 из 6 учёных с основным местом работы в РФ среди 6602 учёных в мире).
За работы по «Теории скрытых колебаний и устойчивости динамических систем» в 2020 г. стал лауреатом Премии СПбГУ за научные труды и в 2021 г. получил Международную премию им. В. Афраймовича,  результаты по теории скрытых колебаний были отмечены среди важнейших научных достижений за 2022 г. президентом РАН. В 2024 году стал лауреатом премии имени А. А. Андронова РАН за цикл работ «Теория скрытых колебаний и устойчивость систем управления».:39
В 2018 году возглавляемый Кузнецовым научный коллектив подтвердил статус Ведущей научной школы Российской Федерации, в связи с этим Кузнецов Н.В. получал почётное право произвести полуденный выстрел со стены Нарышкина бастиона Петропавловской крепости в честь празднования дня рождения Санкт-Петербургского университета 8 февраля. В 2022 году стал третьим среди российских учёных в мировой рейтинге математиков академической наукометрической платформы Research.com; был избран в члены-корреспонденты РАН по Отделению энергетики, машиностроения, механики и процессов управления РАН.

## Международное сотрудничество и научно-организационная работа
Главный редактор журнала «Дифференциальные уравнения и процессы управления» (ВАК, Scopus), входит в редколлегии журналов «International Journal of Bifurcation and Chaos in Applied Sciences and Engineering» (WoS), «Journal of Applied Nonlinear Dynamics» (Scopus), «Автоматика и телемеханика» (ВАК, WoS), «Проблемы управления» (ВАК, WoS), «Гироскопия и навигация» (ВАК, Scopus), «Известия ВУЗов Прикладная нелинейная динамика» (ВАК), серии Nonlinear Physical Science (Springer).
В 2013 году участвовал в организации защит и был научным соруководителем первых диссертаций на степень Ph.D. СПбГУ, впервые в современной России самостоятельно присуждаемой университетом. Член Российского национального комитета по автоматическому управлению, Комитета по политике Международной федерации по автоматическому регулированию (IFAC Policy committee); включён в Федеральный реестр экспертов научно-технической сферы и Корпус экспертов по естественным наукам, эксперт РАН, DAAD, Российского научного фонда. В 2021 году назначен учёным секретарём Научного совета по теории и процессам управления при ОЭММПУ РАН, заместителем председателя Экспертного совета Санкт-Петербургского научного фонда при Правительстве Санкт-Петербурга.
Член программных комитетов ряда российских и международных конференций IFAC, сопредседатель программных комитетов конференций «Математическая теория управления и приложения» в рамках Мультиконференции по проблемам управления.

## Награды и признание
- Государственная премия Российской Федерации в области науки и технологий за 2024 год — за создание и развитие нового научного направления — теории скрытых колебаний, 2025 [34]
- Премия Правительства Санкт-Петербурга и СПбО РАН за выдающиеся научные результаты в области науки и техники в номинации «электро- и радиотехника, электроника и информационные технологии» им. А. С. Попова — за «Нелинейный анализ и синтез систем синхронизации и их приложения в электро- и радиотехнике, электронике и информационных технологиях», 2025
- Премия имени А. А. Андронова РАН— за цикл работ «Теория скрытых колебаний и устойчивость систем управления», 2024
- Медаль ордена «За заслуги перед Отечеством» II степени: за заслуги в научно-педагогической деятельности, подготовке квалифицированных специалистов и многолетнюю добросовестную работу, 2022
- Aframovich Award in the testimony of high regard of your achievements in the area The theory of hidden oscillations and dynamical systems[англ.], 2021
- Благодарность Губернатора Ленинградской области за «выдающиеся достижения в области исследования прикладной кибернетики», 2021[35]
- Премия СПбГУ за научные труды в категории за фундаментальные достижения в науке за цикл работ «Теория скрытых колебаний и устойчивость динамических систем», 2020
- Highly Cited Researcher (Web of Science) в области междисциплинарных исследований, 2020
- Благодарность Администрации Президента РФ за «выдающийся вклад в развитие отечественной науки и многолетнюю плодотворную деятельность», 2020[36]
- Лауреат общенациональной премии «Профессор года» в области физико-математических наук, 2020[6]
- Премия Финской ассоциации обработки информации (The Finnish Information Processing Association), 2020
- Почётная грамота Минобрнауки России «за значительные заслуги в сфере высшего образования и многолетний добросовестный труд», 2019
- Highly Cited Researcher (Web of Science) в области междисциплинарных исследований, 2019
- Highly Cited Researcher (Web of Science), 2017
- IT Faculty Medal, University of Jyväskylä за «выдающиеся результаты в области прикладной математики и подготовку высококвалифицированных специалистов», 2017[37]
- Highly Cited Researcher (Web of Science) в области математики, 2016